# Белл, Джейн
Флоренс Джейн Белл (англ. Florence Jane Bell; 2 июня 1910, Торонто, Канада — 1 июля 1998, Форт-Майерс, Флорида, США) — канадская легкоатлетка, которая специализировалась в беге на короткие дистанции, олимпийская чемпионка.

## Карьера
Из Торонто, Онтарио, Белл соревновалась за Канаду на Летних Олимпийских играх 1928 года в Амстердаме, Нидерланды, в беге 4 x 100 метров, где она выиграла золотую медаль со своими товарищами по команде: Фанни Розенфельд, Этель Смит и Миртл Кук.
Помимо трека, Белл также хорошо разбиралась в плавании, кёрлинге и гольфе, ещё работала учителем физкультуры в школе физической культуры Маргарет Итон в Торонто

## Биография
Олимпийская чемпионка в эстафете 4×100 метров (1928).
На Олимпиаде-1928 также участвовала в беге на 100 метров, однако остановилась на полуфинальной стадии.
Экс-рекордсменка мира в эстафете 4×100 метров.
В 1929 году завоевала титулы чемпионки Канады в беге на 60 метров с барьерами, метании копья и метании бейсбольного мяча.
По завершении соревновательной карьеры работала инструктором по физическому воспитанию.
После заключения брака переехала в США и получила американское гражданство.
Canada's Sports Hall of Fame - Florence Jane Bell. www.sportshall.ca. Архив оригинала за 8 июня 2021. Процитировано 8 июня 2021.